# Dream Theater Greatest Hit (...and 21 other pretty cool songs)
Greatest Hit (...and 21 other pretty cool songs) is een verzamelalbum van de progressieve metalband Dream Theater en uitgegeven door Rhino Records op 1 april 2008. De titel heeft betrekking op hun enige Amerikaanse top 10-hit Pull Me Under.
Op het album staan drie nummers van het album waarmee ze doorbraken, Images And Words, in een remix van Kevin Shirley: Pull Me Under, Take the Time en Another Day. Ook het niet eerder uitgegeven nummer To Live Forever, opgenomen tijdens de opnamen van Images And Words en B-kant van het nummer Lie staat op het album. Ook staan er veel single-uitvoeringen op dit album.
Het album bestaat uit twee schijven, waarbij de eerste, met als subtitel "The Dark Side", de hardere metalnummers van de band laat horen. De tweede schijf, "The Light Side" laat de band meer van haar melodieuze kant zien. De selectie van nummers loopt van 1991 tot 2005.

## Nummers

### Schijf 1: The Dark Side
1. "Pull Me Under" [2007 Remix] - 8:14
2. "Take the Time" [2007 Remix] - 8:22
3. "Lie" [Single Edit] - 5:01
4. "Peruvian Skies" - 6:43
5. "Home" [Single Edit] - 5:38
6. "Misunderstood" [Single Edit] - 5:14
7. "The Test That Stumped Them All" [Single Edit] - 4:59
8. "As I Am" [Single Edit] - 7:14
9. "Endless Sacrifice" - 11:23
10. "The Root of All Evil" - 7:16
11. "Sacrificed Sons" - 9:41

### Schijf 2: The Light Side
1. "Another Day" [2007 Remix] - 4:25
2. "To Live Forever" [B-kant van "Lie"] - 4:56
3. "Lifting Shadows Off A Dream" - 6:09
4. "The Silent Man" - 3:47
5. "Hollow Years" - 5:55
6. "Through Her Eyes" [Alternate Album Mix] - 6:03
7. "The Spirit Carries On" - 6:40
8. "Solitary Shell" [Single Edit] - 4:10
9. "I Walk Beside You" - 4:28
10. "The Answer Lies Within" - 5:15
11. "Disappear" - 6:45

## Albumhoes
- Op de hoes hebben de letters S, H, I en T van de titel "Greatest Hit" een andere kleur.
- "Pull Me Under" is gemarkeerd in geel in de lijst met nummers.